# چرچ‌ویل (ویرجینیا)
چرچ‌ویل (به انگلیسی: Churchville) یک منطقهٔ مسکونی در ایالات متحده آمریکا است که در شهرستان آگاستا، ویرجینیا واقع شده‌است. چرچ‌ویل ۱۹۴ نفر جمعیت دارد و ۴۳۴٫۰۴ متر بالاتر از سطح دریا واقع شده‌است.